# MIT Press

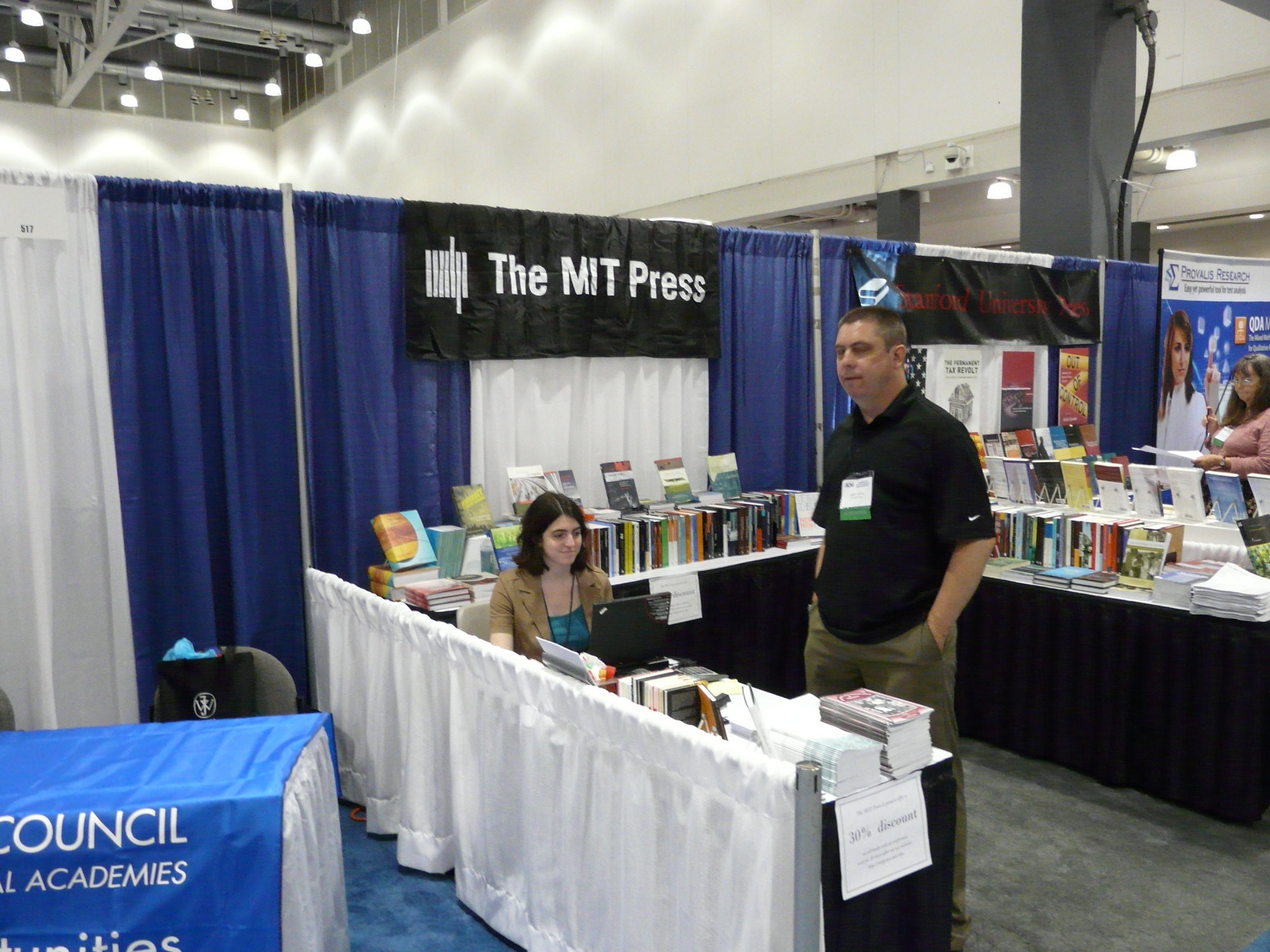
Trưng bày các ấn phẩm tại một gian hàng hội nghị năm 2008

MIT Press, tiếng Việt là Nhà xuất bản Viện Công nghệ Massachusetts, là một nhà xuất bản đại học liên kết với Viện Công nghệ Massachusetts (MIT) ở Cambridge, Massachusetts (United States).

## Logo

## Danh sách các tạp chí do MIT Press xuất bản
Nghệ thuật và nhân văn
- African Arts
- ARTMargins[2]
- Computer Music Journal
- Daedalus
- Design Issues
- Grey Room
- International Journal of Learning and Media
- Leonardo
- Leonardo Music Journal
- The New England Quarterly
- October
- PAJ: A Journal of Performance and Art
- TDR: The Drama Review

Kinh tế
- American Journal of Health Economics[3]
- Asian Development Review[4]
- Asian Economic Papers
- Education Finance and Policy
- The Review of Economics and Statistics

Ngoại giao, Lịch sử, và Khoa học Chính trị
- Global Environmental Politics
- Innovations
- International Security
- Journal of Cold War Studies
- Journal of Interdisciplinary History
- Perspectives on Science

Khoa học và Công nghệ
- Artificial Life
- Computational Linguistics
- Evolutionary Computation
- Journal of Cognitive Neuroscience
- Linguistic Inquiry
- Neural Computation
- Presence: Teleoperators & Virtual Environments

## Sách đáng chú ý
- Dimensionism: Modern Art in the Age of Einstein, 2018 [5]